# Arcobaleno (singolo)
Arcobaleno è un singolo della cantautrice italiana Nathalie, pubblicato il 13 luglio 2023.

## Descrizione
Il pezzo è presentato in doppia versione, italiana e inglese. Il brano è stato così descritto: 

## Video musicale
Il video è un collage di videoriprese quotidiane girate da Nathalie e dai suoi collaboratori, ambientate in camper, e servizi fotografici di Marta Petrucci, ed è stato diretto e montato dalla stessa cantante, e pubblicato il 25 luglio 2023.

## Tracce
1. Arcobaleno – 3:15
2. Morning Rainbow – 3:15